# Les Pays lointains
 (mai 2021).
Si vous disposez d'ouvrages ou d'articles de référence ou si vous connaissez des sites web de qualité traitant du thème abordé ici, merci de compléter l'article en donnant les références utiles à sa vérifiabilité et en les liant à la section « Notes et références ».
Les Pays lointains est un roman de Julien Green, le premier de la trilogie Dixie. Il se déroule dans les années 1850-55, en Géorgie et Virginie, deux États du Sud des États-Unis, alors que dans tout le pays enfle un vaste conflit d'opinions et d'intérêts opposant les États du Sud (dits esclavagistes, la Constitution des États-Unis autorisant encore alors l'esclavage des Noirs) à ceux du Nord (de plus en plus intéressés à l'abolition de cet esclavage), conflit qui menace de dégénérer en vraie guerre armée entre les deux blocs d'États. 

L'histoire relate les premiers pas en Géorgie (puis Virginie) et premières amours d'une jeune et très belle Anglaise : Élizabeth Escridge, dont les aventures sentimentales vont avoir pour arrière-plan les prémices de ce qu'on connaît en Europe sous le nom de Guerre de Sécession, guerre que les politiciens américains sudistes de l'époque essaient encore désespérément de désamorcer.
Ce long roman de 891 pages est paru en France, aux Éditions du Seuil, en 1987. 
Les Étoiles du Sud, roman de 745 pages paru en 1989 chez le même éditeur, est son prolongement naturel : c'est la même histoire (centrée sur Élizabeth et ses proches), le même contexte (amorce et déclenchement de la Guerre de Sécession) déroulés dans le temps ; il se clôt sur la victoire initiale des Sudistes à Manassas (21 juillet 1861).
Dixie, roman de 379 pages paru en 1995 chez Arthème Fayard, est le troisième et dernier volet de cette épopée sudiste que Julien Green choisit de clore, de façon très personnelle, alors que les États du Sud sont encore victorieux. La raison de ce choix, il la laisse entendre dans son célèbre Journal : « C'est pour retrouver ce que m'ont dit mon père et ma mère que j'ai écrit mes romans du Sud. Maman surtout. J'avais douze ans lorsqu'elle m'a avoué que, malgré toutes nos victoires, nous avions été battus. Le Sud avait perdu. Cela a marqué toute ma jeunesse, et je revois encore maman se cachant le visage. Curieusement, dans mon livre, les enfants ont neuf, dix, onze ans, l'âge où je croyais encore à mon pays vainqueur...». Il est également vrai que l'auteur a alors dépassé les quatre-vingt-quatorze ans et qu'il est grand temps pour lui de mettre le point final à son ultime œuvre romanesque.

## Résumé
Le roman débute par l'arrivée d'une jeune Anglaise de 16 ans, Élizabeth Escridge, et de sa mère en Géorgie. Fuyant leur pays d'origine après la ruine puis mort du père d'Élizabeth et la mise en hypothèque de tous leurs biens, elles ont demandé assistance à leur parent sudiste (et grand oncle par alliance d'Elizabeth), William Hargrove. Riche aristocrate comme ses deux parentes anglaises l'étaient avant leur terrible revers de fortune, il est établi avec sa nombreuse famille dans une plantation qu'il gère avec l'aide d'une nombreuse domesticité d'esclaves noirs.
Ayant commencé à mesurer toute la splendeur du Sud (et ses bonnes façons dérivées pour la plupart de traditions anglaises) au cours de balades, conversations avec ses cousins géorgiens et bals mondains réunissant les meilleures familles de Savannah, Élizabeth tombe amoureuse au premier regard  de Jonathan, un jeune aristocrate réputé "flambeur", mais qui lui aussi s'éprend immédiatement de la belle Anglaise. Hélas, les circonstances les séparent, puisque Jonathan est déjà engagé par ailleurs auprès d'une femme belle et très riche (mais boudée par la bonne société sudiste du fait de sa mystérieuse filiation), qu'il se voit contraint d'épouser et qui l'emmène, par delà l'Atlantique, faire la tournée des capitales du "vieux continent" . 

Elizabeth, elle, gagne la Virginie, havre de paix dans un pays au climat plombé par les signes avant-coureurs d'une guerre dont le Sud ne veut pas mais qui à terme paraît inéluctable. Elle s'y marie avec Ned (le fils d'un riche notable, "oncle" Charlie, ami des Hargrove et rencontré à Savannah), connaît le bonheur avec lui mais ne réussit pas à oublier Jonathan, à qui son cœur appartient toujours en secret et qui lui a promis de revenir.

## L'héroïne
Élizabeth Escridge, l'héroïne du roman, reçoit toute l'attention du narrateur omniscient. Elle n'est encore qu'une jeune fille lorsqu'elle débarque dans le Sud (16 ans), mais sa « fraîcheur » et les promesses qu'inspire sa beauté naissante charment hommes et femmes. Innocente (le mot revient souvent dans le texte), elle est peu consciente de sa distinction. À peu près ignorante de tout ce qui touche la société sudiste, elle est instruite tout au long du texte par ses protecteurs : William Hargrove, puis Charles Jones ("oncle" Charlie). Impulsive, mais rationnelle et tenace, elle fait preuve d'un tempérament de fer, ce qui explique qu'elle puisse s'affirmer abolitionniste et anti-esclavagiste. Si son ignorance la rend d'abord méfiante à l'égard des personnes de peau noire, elle leur accorde finalement sa confiance, et s'habitue à compter sur elles. Si les circonstances la contraignent à leur donner des ordres, c'est non sans malaise qu'elle le fait. Pieuse et protestante d'éducation, elle consulte de temps à autre la Bible et interroge les saintes écritures dans ses moments de détresse. Elle se découvre un premier amour dévorant pour Jonathan Armstrong ; elle aimera ensuite, et parallèlement, Edouard Jones (Ned), le fils d'"oncle" Charlie.